# A. Binion Amerson
Arthur Binion Amerson, Jr. (geboren am 2. Januar 1936 in Macon, Georgia, Vereinigte Staaten; gestorben am 23. September 2017) war ein US-amerikanischer Arachnologe, Ornithologe und Ökologe.

## Leben
Amerson erwarb 1958 an der Mercer University einen Bachelor-Abschluss in Biologie. Anschließend begann er sich am entomologischen Institut seiner Universität mit pathogenen Gliederfüßern zu beschäftigen. Er wechselte an die University of Kansas und spezialisierte sich während seines Masterstudiums auf die Acarologie.
Im Sommer 1962 unterbrach er sein Studium zunächst für zwei Monate, um mit Kommilitonen im Rahmen einer Feldstudie im Auftrag des Verteidigungsministeriums der Vereinigten Staaten auf der mexikanischen Halbinsel Yucatán die Fauna der Gliederfüßer zu untersuchen. Aufgrund der angespannten Beziehungen zwischen den Vereinigten Staaten und Kuba, die im Vorjahr mit der Invasion in der Schweinebucht einen Höhepunkt erreicht hatten, wollte das Ministerium Informationen über gefährliche Tiere in der Region erhalten.
Ende 1962 nahm Amerson eine Stelle bei der Smithsonian Institution an, um im Rahmen des Pacific Ocean Biological Survey Program (POBSP) zu arbeiten. Das von 1962 bis 1969 geführte Projekt wurde ebenfalls vom Verteidigungsministerium der Vereinigten Staaten in Auftrag gegeben und beinhaltete die Untersuchung von Fauna und Flora einiger Pazifik-Inseln unter amerikanischer Verwaltung. Beginnend mit den nordwestlichen Inseln von Hawaii ging es über die mikronesischen Line Islands, Phoenixinseln, Marshallinseln und die Gilbertinseln bis nach Amerikanisch-Samoa. Während der acht Jahre währenden Forschungstätigkeit von mehr als siebzig Wissenschaftlern und Studenten wurden fast zwei Millionen Seevögel beringt und zahlreiche Hawaii-Mönchsrobben und Meeresschildkröten markiert.
Über den Projektzeitraum von acht Jahren entstand eine Vielzahl wissenschaftlicher Veröffentlichungen, die zum großen Teil von Amerson als einem der wissenschaftlichen Leiter verfasst wurden. Zu diesen Veröffentlichungen gehörten die Erstbeschreibungen einer Reihe von Milben, darunter Parasiten von Seevögeln.
Im Anschluss an das Pacific Ocean Biological Survey Program kehrte Amerson an die University of Kansas zurück und schloss sein Studium mit einem Master in Ökologie und Umweltstudien ab. Ab den frühen 1970er Jahren war er für das in Dallas ansässige Unternehmen Environmental Consultants Inc. tätig. Seine erste Arbeit war eine im Auftrag des United States Fish and Wildlife Service erstellte zweibändige Abhandlung zur Naturgeschichte von Amerikanisch-Samoa. Während der nächsten zehn Jahre folgten Projekte in den Vereinigten Staaten, Mittel- und Südamerika und auf mehreren pazifischen Inseln, in den meisten Fällen Umweltgutachten und Umweltverträglichkeitsprüfungen.
Mitte der 1980er Jahre gingen die Aufträge im Umweltbereich merklich zurück, so dass Amerson begann als technischer Redakteur für Unternehmen der IT-Branche zu arbeiten. Zugleich war Amerson Mitglied der Society for Technical Communication, in der er auf lokaler und nationaler Ebene verschiedene Ämter ausübte.
Im Jahr 2001 trat Amerson in den Ruhestand. Bereits seit 1994 hatte er sich mit der Zucht von Taglilien und Schwertlilien beschäftigt. Er war Mitglied der American Hemerocallis Society und mehrerer lokaler Vereinigungen von Hobbygärtnern. Amerson starb im September 2017 und stiftete seinen Körper der Wissenschaft.

## Dedikationsnamen
Nach A. Binion Amerson wurde Blankaarsia amersoni benannt, eine Milbe, die von Amerson während seiner Tätigkeit für das Pacific Ocean Biological Survey Program in den Mundhöhlen von Rußseeschwalben und einem Rotschwanz-Tropikvogel auf der zum Johnston-Atoll gehörenden Sand Island vorgefunden wurde. Ixodes amersoni wurde ebenfalls nach Amerson benannt. Sie ist eine Art der Schildzecken. Ihre Erstbeschreibung erfolgte nach Exemplaren, die ein Mitarbeiter Amersons im Rahmen des POBSP auf Feenseeschwalben auf der Insel Rawaki gefunden hatte.

## Erstbeschreibungen
Als Koautor war A. Binion Amerson an der Erstbeschreibung einer Reihe parasitärer Milben beteiligt, deren Typen von ihm selbst oder seinen Mitarbeitern auf verschiedenen Pazifikinseln gefunden wurden.

## Veröffentlichungen (Auswahl)
- Ornithodoros capensis (Acarina: Argasidae) infesting Sooty Tern (Sterna fuscata) nasal cavities. In: Journal of Parasitology 1966, Band 52, Nr. 6, S. 1220–1221, doi:10.2307/3276376.
- Incidence and transfer of Rhinonyssidae (Acarina: Mesostigmata) in Sooty Terns (Sterna fuscata). In: Journal of Medical Entomology 1967, Band 4, Nr. 2, S. 197–199, doi:10.1093/jmedent/4.2.197.
- mit Alex Fain: Two new heteromorphic Deutonymphs (Hypopi) (Acarina: Hypoderidae) from the Great Frigatebird (Fregata minor). In: Journal of Medical Entomology 1968, Band 5, Nr. 3, S. 320–324, doi:10.1093/jmedent/5.3.320.
- Tick distribution in the Central Pacific as influenced by sea bird movement. In: Journal of Medical Entomology 1968, Band 5, Nr. 3, S. 332–339, doi:10.1093/jmedent/5.3.332.
- Ornithology of the Marshall and Gilbert Islands. Smithsonian Institution, Washington, D.C. 1969, doi:10.5479/si.00775630.127.1.
- The natural history of French Frigate Shoals, Northwestern Hawaiian Islands. Smithsonian Institution, Washington, D.C. 1971, doi:10.5479/si.00775630.150.1.
- mit K. C. Emerson: Records of mallophaga from Pacific birds. Smithsonian Institution, Washington, D.C. 1971, doi:10.5479/si.00775630.146.1.
- The natural History of Pearl and Hermes Reef, northwestern Hawaiian Islands. Smithsonian Institution, Washington, D.C. 1974, doi:10.5479/si.00775630.174.1.
- mit W. Arthur Whistler und Terry D. Schwaner: Wildlife and wildlife habitat of American Samoa. 2 Bände. U.S. Fish and Wildlife Service, Washington, D.C. 1982, Band 1, Online PDF, 5,9 MB und Band 2, Online PDF, 2,9 MB.